# Статуя Якуси Нёрай
Статуя Якуси Нёрай или Статуя будды-целителя — бронзовая статуя Будды, а именно, Якуси Нёрай. Статуя находится в Золотом храме ансамбля Хорю Гакумон-дзи, посёлок Икаруга. Нимб статуи содержит одну из старейших надписей, выполненных манъёганой.

## Описание
Высота статуи — 64 см. Датируется 607 годом. Относится к национальным сокровищам Японии.

## Надпись

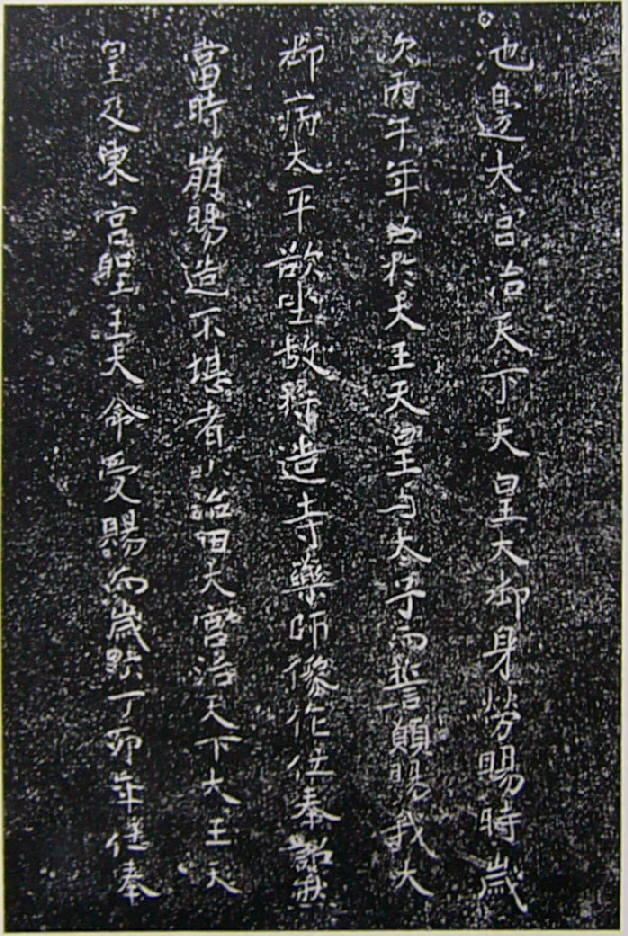
Надпись

На бронзовом нимбе статуи содержится вторая по древности надпись на японском языке, использующая так называемую манъёгану (фонетически использованные знаки идеографической письменности — кандзи).
Длительное время считалась самой древней надписью на японском языке, созданной с использованием системы манъёгана. Найденный в 1998 году моккан, примерно 50-ю годами старше, считается теперь самым ранним свидетельством использования манъёганы на Японском архипелаге.